# Championnat du monde de Superbike 1991
Navigation
Championnat 1990 Championnat 1992
Le Championnat du monde de Superbike 1991 est la 4e édition du Championnat du monde de Superbike.

La saison a débuté le 1er avril et s'est terminée le 19 octobre après 13 manches.
Doug Polen a remporté le titre pilote grâce à ses 17 victoires, et Ducati le titre constructeur.

## Système de points
| Position | 1  | 2  | 3  | 4  | 5  | 6  | 7 | 8 | 9 | 10 | 11 | 12 | 13 | 14 | 15 |
| Points   | 20 | 17 | 15 | 13 | 11 | 10 | 9 | 8 | 7 | 6  | 5  | 4  | 3  | 2  | 1  |

## Calendrier
| Nb | Date          | Pays       | Circuit        | Course 1         | Course 2         | Rapport |
| -- | ------------- | ---------- | -------------- | ---------------- | ---------------- | ------- |
| 1  | 1er avril     | GBR        | Donington      | Doug Polen       | Stéphane Mertens | Rapport |
| 2  | 28 avril      | Espagne    | Jarama         | Doug Polen       | Doug Polen       | Rapport |
| 3  | 2 juin        | Canada     | Mosport        | Pascal Picotte   | Tom Kipp         | Rapport |
| 4  | 9 juin        | USA        | Brainerd       | Doug Polen       | Doug Polen       | Rapport |
| 5  | 30 juin       | Autriche   | Österreichring | Stéphane Mertens | Doug Polen       | Rapport |
| 6  | 4 août        | San Marino | Misano         | Doug Polen       | Doug Polen       | Rapport |
| 7  | 11 août       | Suède      | Anderstorp     | Doug Polen       | Doug Polen       | Rapport |
| 8  | 25 août       | JPN        | Sugo           | Doug Polen       | Doug Polen       | Rapport |
| 9  | 1er septembre | Malaisie   | Shah Alam      | Raymond Roche    | Raymond Roche    | Rapport |
| 10 | 15 septembre  | Allemagne  | Hockenheim     | Doug Polen       | Raymond Roche    | Rapport |
| 11 | 29 septembre  | France     | Magny-Cours    | Doug Polen       | Doug Polen       | Rapport |
| 12 | 6 octobre     | Italie     | Mugello        | Doug Polen       | Raymond Roche    | Rapport |
| 13 | 19 octobre    | Australie  | Phillip Island | Kevin Magee      | Doug Polen       | Rapport |

## Classements

### Pilotes
| Pos | Pilote               | Constructeur | Points | Victoires |
| --- | -------------------- | ------------ | ------ | --------- |
| 1   | Doug Polen           | Ducati       | 432    | 17        |
| 2   | Raymond Roche        | Ducati       | 282    | 4         |
| 3   | Rob Phillis          | Kawasaki     | 267    | 0         |
| 4   | Stéphane Mertens     | Ducati       | 217    | 2         |
| 5   | Fabrizio Pirovano    | Yamaha       | 195    | 0         |
| 6   | Terry Rymer          | Yamaha       | 162    | 0         |
| 7   | Carl Fogarty         | Honda        | 146    | 0         |
| 8   | Fred Merkel          | Honda        | 124    | 0         |
| 9   | Giancarlo Falappa    | Ducati       | 113    | 0         |
| 10  | Davide Tardozzi      | Ducati       | 108    | 0         |
| 11  | Udo Mark             | Yamaha       | 68     | 0         |
| 12  | Jeffry de Vries      | Yamaha       | 66     | 0         |
| 13  | Aaron Slight         | Kawasaki     | 65     | 0         |
| 14  | Kevin Magee          | Yamaha       | 63     | 1         |
| 15  | Jari Suhonen         | Yamaha       | 61     | 0         |
| 16  | Juan López Mella     | Honda        | 57     | 0         |
| 17  | Scott Russell        | Kawasaki     | 53     | 0         |
| 18  | Daniel Amatriain     | Honda        | 47     | 0         |
| 19  | Edwin Weibel         | Honda        | 41     | 0         |
| 20  | Jean Yves Mounier    | Yamaha       | 41     | 0         |
| 21  | Rob McElnea          | Yamaha       | 35     | 0         |
| 22  | Brian Morrison       | Yamaha       | 33     | 0         |
| 23  | Niall Mackenzie      | Honda        | 33     | 0         |
| 24  | Linnley Clarke       | Yamaha       | 30     | 0         |
| 25  | Yves Brisson         | Honda        | 30     | 0         |
| 26  | Baldassarre Monti    | Honda        | 27     | 0         |
| 27  | Steve Crevier        | Kawasaki     | 26     | 0         |
| 28  | Malcolm Campbell     | Honda        | 23     | 0         |
| 29  | Reuben McMurter      | Honda        | 22     | 0         |
| 30  | Massimo Broccoli     | Kawasaki     | 21     | 0         |
| 31  | Tom Kipp             | Yamaha       | 20     | 1         |
| 32  | Pascal Picotte       | Yamaha       | 20     | 1         |
| 33  | Scott Doohan         | Yamaha       | 20     | 0         |
| 34  | Benoit Pilon         | Yamaha       | 20     | 0         |
| 35  | Piergiorgio Bontempi | Kawasaki     | 18     | 0         |
| 36  | Steve Martin         | Suzuki       | 17     | 0         |
| 37  | John Hopperstad      | Yamaha       | 17     | 0         |
| 38  | Peter Rubatto        | Yamaha       | 17     | 0         |
| 39  | Jacques Guenette     | Kawasaki     | 15     | 0         |
| 40  | Michael O'Connor     | Honda        | 14     | 0         |

### Constructeurs
| Pos | Constructeur | Pts |
| --- | ------------ | --- |
| 1   | Ducati       | 489 |
| 2   | Yamaha       | 351 |
| 3   | Kawasaki     | 355 |
| 4   | Honda        | 265 |
| 5   | Suzuki       | 30  |
| 6   | Bimota       | 21  |